# Kottán Krisztián
Kottán Krisztián (Keszthely, 1988. január 20. –) magyar labdarúgó, jelenleg a  CSERSZEGTOMAJI SK játékosa. 

## Pályafutása
A labdarúgás alapjaival Keszthelyen ismerkedett meg, majd Zalaegerszegre került a Ganz Ábrahám középiskola foci fakultációs osztályába. Ezzel egyidőben került a ZTE serdülő csapatához. Fél év után az ificsapat tagja lett, amellyel országos harmadik helyezést ért el.
A következő évben a '87-es korosztállyal az ifi/b-ben országos első helyezést ért el.
2006-ban az U19-es korosztályban a kiemelt ifjúsági bajnokságban a bronzérmet szerezte meg ZTE-vel
2005 telén került fel a ZTE felnőttcsapatához, élvonalbeli bemutatkozására 2006 májusában került sor egy MTK elleni összecsapáson. A következő, Győri ETO elleni meccsen még csereként, az azutáni UTE elleni mérkőzésen kezdőként számított rá Szentes Lázár vezetőedző.
A 2007/2008-as szezonban 26 mérkőzésen 7 gólt lőtt a ZTE II NB III-as csapatának színeiben (2022 perc játék alatt), míg a Ligakupában 6 összecsapáson kapott lehetőséget.
2008 őszén 14 mérkőzésen lépett pályára a ZTE II színeiben, ezeken a találkozókon 2 gólt lőtt. Az NB I-ben 1 mérkőzésen jutott szóhoz 17 perc erejéig. A Ligakupában egyszer, csereként állt be.
2009 tavaszától 2010 nyaráig a Barcsi SC játékosa volt, majd az FC Ajka csapatához igazolt.

## A válogatottban
2008. október 1-jén bemutatkozott a magyar U-20-as válogatottban az olaszok ellen 2-1-re megnyert mérkőzésen. 61 percet töltött a pályán kezdőként. A következő alkalommal, 2008. október 15-én, a szlovákiai Szencen lépett pályára a magyar U-20-as labdarúgó válogatott Alpok-Adria Kupa mérkőzésén a szlovák U20-as labdarúgó-válogatott ellen. A kezdőcsapatban kapott lehetőséget és ő szerezte meg a vezetést a magyar csapat számára. A találkozót végül 4-1-re a hazaiak nyerték meg.